# 上佐尔多
上佐尔多（義大利語：Zoldo Alto），曾是意大利威尼托大区贝卢诺省的一个市镇。总面积61.9平方公里，人口1058人，人口密度17.1人/平方公里（2009年）。国家统计（ISTAT）代码为025068。
2016年2月23日福尔诺-迪佐尔多和上佐尔多两市镇合并为新的瓦尔迪佐尔多市镇。